# Lanaja (kommunhuvudort)
Lanaja är en kommunhuvudort i Spanien.   Den ligger i provinsen Provincia de Huesca och regionen Aragonien, i den nordöstra delen av landet, 300 km nordost om huvudstaden Madrid. Lanaja ligger 369 meter över havet och antalet invånare är 1 465.
Terrängen runt Lanaja är platt åt nordost, men åt sydväst är den kuperad. Runt Lanaja är det glesbefolkat, med 13 invånare per kvadratkilometer. Närmaste större samhälle är Sariñena, 14,5 km öster om Lanaja. Trakten runt Lanaja består till största delen av jordbruksmark.